# Patachitra
Patachitra is traditionele volksschilderkunst die wordt beoefend in de Indiase deelstaat Odisha.
Deze volkskunst ontstond in de achtste eeuw. Het ontstaan en de ontwikkeling van patachitra zijn nauw verbonden met de cult van de god Vishnoe, met name in de gedaante van Jagannath Dev. De voorstellingen van de schilderingen zijn religieus, mythologisch en folkloristisch (zoals Jagannath, Lord Krishna en verhalen uit de Ramayana en Mahabaratha). Oorspronkelijk werden de schilderingen gemaakt door de Mahapatra en de Maharana, een kaste van schilders ('chitrakars'): hun werk had een ritueel karakter. Tegenwoordig werken de schilders, die in en rond Puri (Raghurajpur en Dandshahi) ook meer commercieel. Naast de traditionele schilderingen op bewerkt textiel ('patta'), maken zij nu ook schilderingen op houten dozen, kommen, de buitenschillen van kokosnoten en bijvoorbeeld deuren.